# 迈凯伦MP4-12C

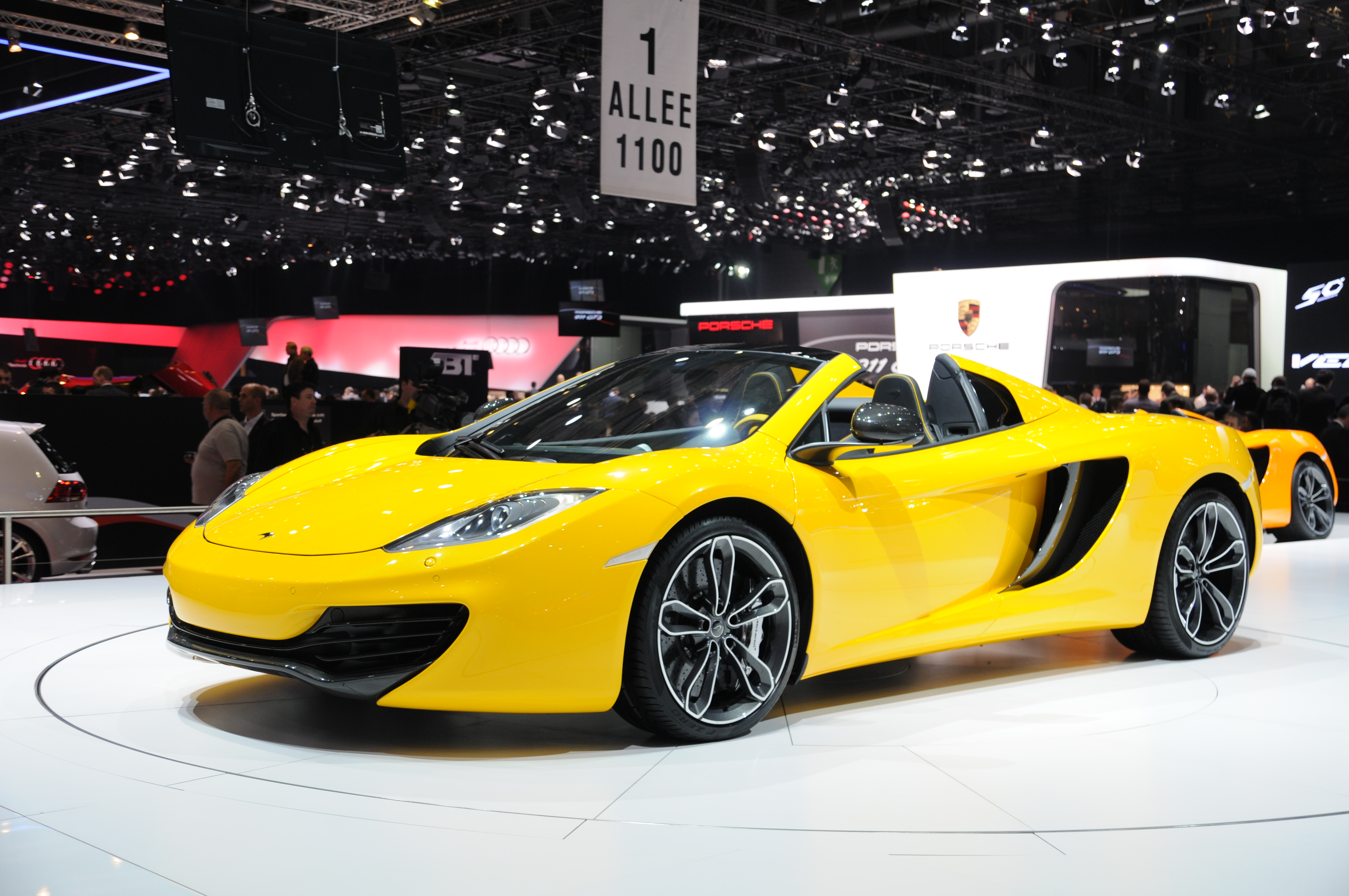
Spider

迈凯伦MP4-12C 是英国跑车制造商迈凯伦汽车公司設計的一款超級跑車。 此車於2009年9月8日設計完成，2011年量產。它是時速高達340 km/h的一代名車迈凯伦F1正宗續作，MP4-12C全車身和底盤以碳纖維打造,搭載McLaren M838T 3.8升V8（夹角90°）雙渦輪引擎馬力達 600 bhp(441千瓦) ，扭矩443lb·ft（601牛·米）。本車大量採用專業F1賽車技術包含後輪的急速煞車系統，减少转向不足情况发生的可能性，讓本車在一般道路上的狀況行駛也不會煞車不及。
傳動系統採雙離合器7速無段排檔 和"Pre-Cog"技術,讓駕駛能在換半檔途中預選下一檔，以達成超高速齒輪變換。
MP4-12C 售價 £150,000英鎊， 競爭對手設想為Ferrari 458 Italia 和 Lamborghini Gallardo。

## 技术特点

### 设计
2008年，迈凯伦聘请弗兰克·斯蒂文森 （页面存档备份，存于）为其新一代超跑的主设计师。为达到轻量化目标，迈凯伦在MP4-12C上广泛运用了碳纤维材料，使得其重量达到了1301千克（2868磅）；
MP4-12C的车身称为“Carbon MonoCell”，基于迈凯伦F1的单片碳纤维车身打造，仅重80公斤（176磅）。MonoCell由一整片碳纤维冲压而成，其冲压工艺为迈凯伦专利。碳纤维材料由Formax公司采用多轴编织法生产成型，车身在奥地利萨尔茨堡的Carbo Tech公司生产成型。生产MonoCell车身的工时从F1的3000小时到梅赛德斯-奔驰SLR迈凯伦的500小时，但MP4-12C仅需4小时。
不同于迈凯伦F1的独特三座布局（前排中置1个，后排2个），MP4-12C采用了传统的2座布局，但中控台比其余车型更窄。

### 发动机
MP4-12C搭载了迈凯伦和里卡多公司合作开发的M838T的3.8升双涡轮V8发动机。这台发动机基于TWR为IndyCar系列赛特别设计的赛用引擎 (但从未正式出赛) 二次开发而来，功率600马力（441千瓦），扭矩443lb·ft（601牛·米），断油转速8500rpm，但2000rpm时即可输出80%的扭矩。迈凯伦声称该发动机能达到大马力和低排放的良好平衡。

### 传动系统
MP4-12C使用了意大利公司格拉齐亚诺生产的7速双离合变速器，并将其命名为“无缝换挡变速器”（Seamless Shift Gearbox），该变速器独有的“Pre-Cog”技术来自于F1运动，能使变速器在某一档位时提前处于下一档的半联动状态从而极大的提高换挡速度。

### 性能表现
该车最高时速超过322km/h（200mph），0到100km/h加速时间可达3.1秒，0到200km/h加速时间为8.9秒。从200km/h制动至静止时间小于5秒，100km/h制动至静止距离小于30米，大致7个车身长度。

## 性能比較
在MP4-12C與法拉利458的性能比較：
馬力方面，
458：570 HP
MP4-12C : 616 HP
重量，
458 :  1485公斤
MP4-12C :  1434公斤
0 - 96 km/h ，
458 :  3.3秒
MP4-12C :  3.1秒
最高速度：
488 :  203MPH (324.8 km/h)
MP4-12C :  205MPH (328km/h)

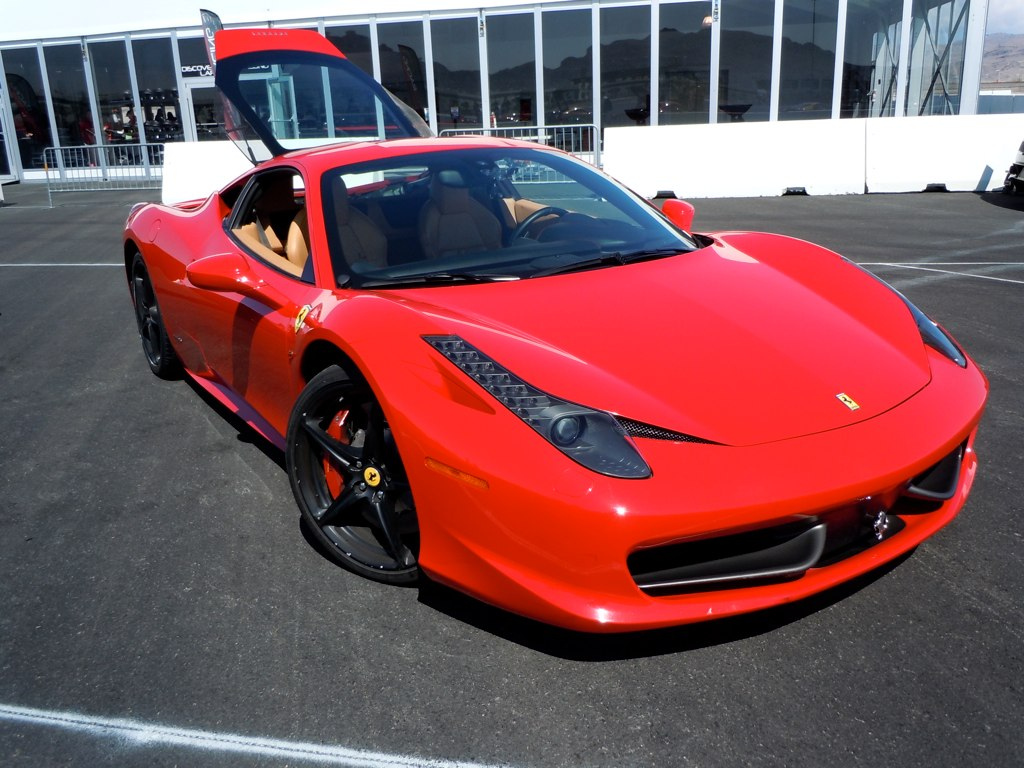
458 Italia

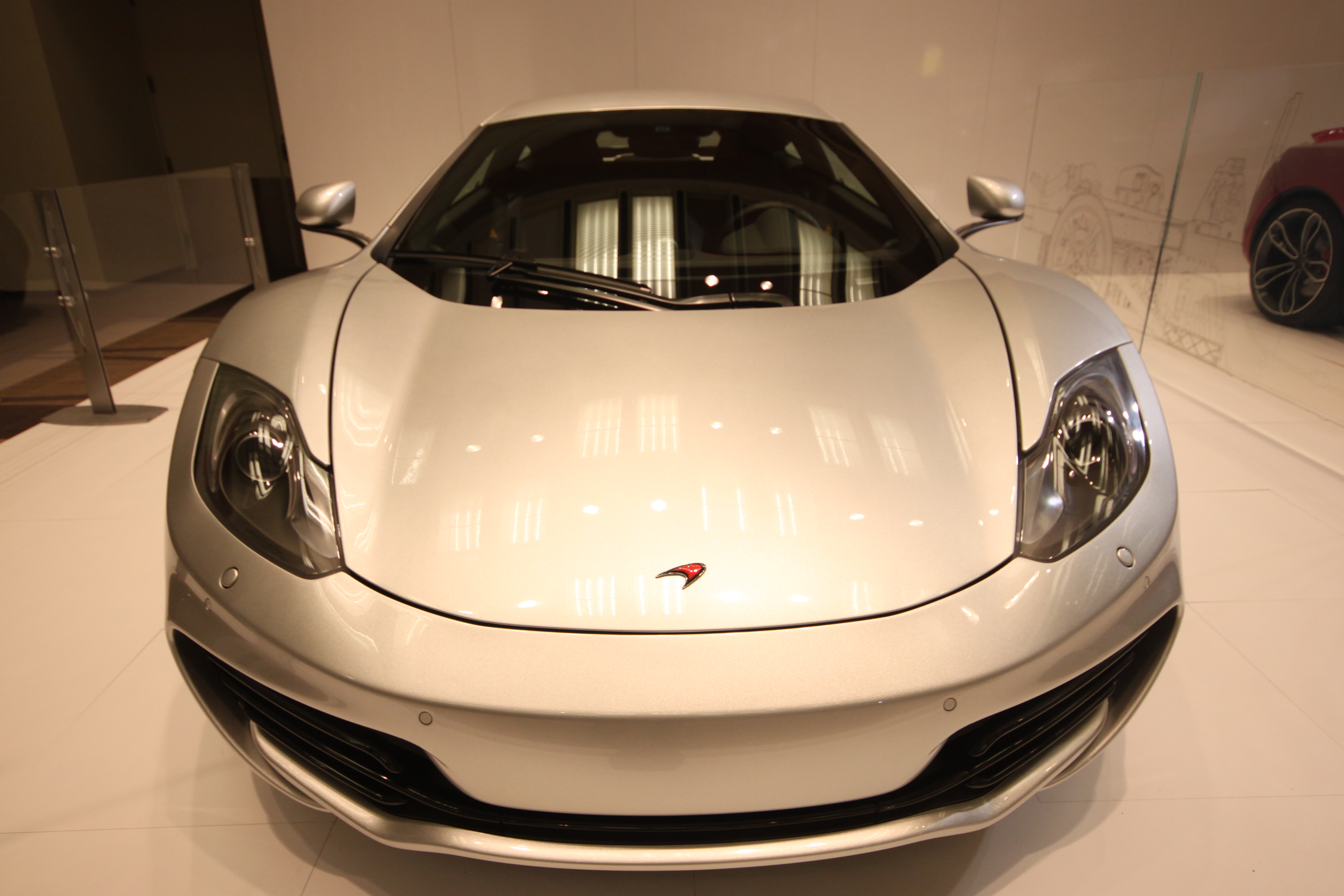
2012年的MP4-12C

## 賽車運動

### GT3

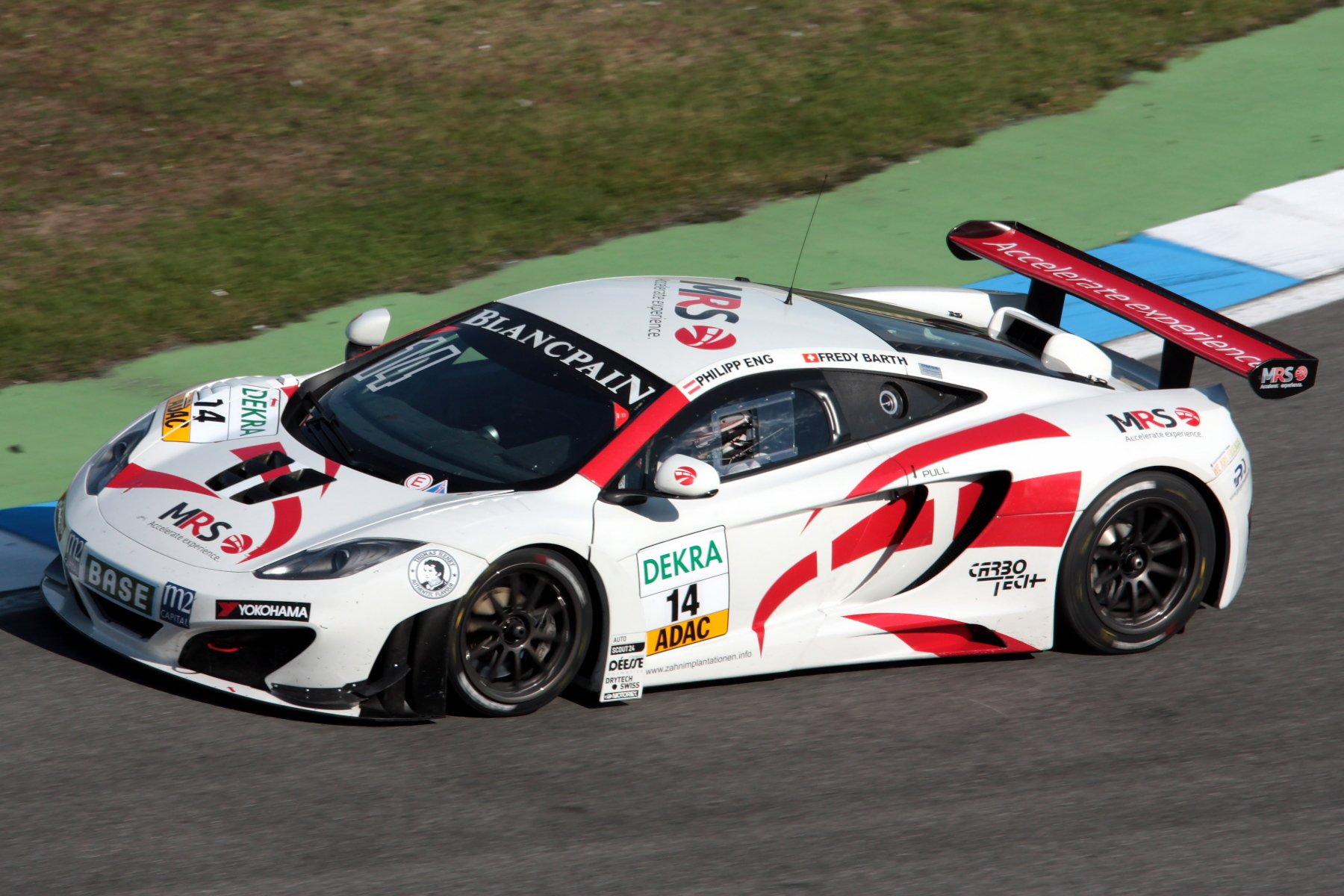
Philipp Eng 在霍根海姆赛道駕駛一輛GT3

2010年12月，麥拉崙宣布，他們會生產小量的MP4-12C GT3，用以在FIA GT3組競爭。
GTR
麥拉崙曾生產過小量的P1 GTR 和Senna GTR, 作賽車用途.